# バタアシ金魚
『バタアシ金魚』（バタアシきんぎょ）は『週刊ヤングマガジン』で1985年から1988年まで連載されていた望月峯太郎の漫画作品。
1990年に松岡錠司監督によって映画化された。

## 映画
1990年制作。松岡錠司第1回監督作品。筒井道隆、高岡早紀、白川和子、東幹久、土屋久美子などが出演。声変わりする前の浅野忠信も主人公のライバル役として出演している。
映画の中で主人公達が通う高校は千葉県立市原緑高校を使用しており、他にも千葉都市モノレール車内を撮影するなど千葉県各地で撮影された場面が多く見受けられる。ヒロイン役の高岡がセーラー服姿でプールに飛び込むシーンが有名である。

### ストーリー
高校生のカオル（筒井道隆）は水泳部のソノコ（高岡早紀）に一目惚れし、カナヅチであるにもかかわらず水泳部に入部して猛烈にアタックし始める。ソノコにいいところを見せようとスイミングスクールに入ったカオルは、コーチのババア（白川和子）の家に泊まり込んで必死の特訓を行うがソノコは相手にしない。
ライバル校である牛川工業高校水泳部の主将ウシ（浅野忠信）もソノコに一目惚れしてカオルと張り合う。
一方ソノコはカオルの強引なアプローチの連続に耐えられず、次第に心のバランスを崩して食欲が止まらなくなってしまう。
ソノコからはつれなくされ、新人戦にも惨敗して意気消沈したカオルは、学校を休んでいるソノコの様子を見に行くが、そこにいたのは別人のように太ってしまったソノコだった。自分がソノコをそこまで追い込んでいたことに気づいたカオルは身を引くことにする。しかしある日の夕方、ひとりぼんやり座っていたソノコは、カオルへの愛に気づいて心の整理がついたかのように唐突にもとの姿にもどる。
街で偶然出会ったカオルとソノコは、誰もいない高校のプールでそれぞれの気持ちをぶつけあい、大喧嘩をしたのち、不意に抱き合うのだった。

### キャスト
- カオル - 筒井道隆
- ソノコ - 高岡早紀
- ババア - 白川和子
- 永井 - 東幹久
- プー - 土屋久美子
- リリコ - 大寶智子
- ウシ - 浅野忠信
- ミキ - 橋本真由子
- 板垣先生 - いしかわじゅん
- ヨシオ - 桜金造
- カヨ - 山村美智子
- カオルの担任 - 伊武雅刀
- まさえ - 佐藤オリエ
- 小山内先輩 - 安原麗子
- 太ったソノコ - 藤田直美、新井久美子

### スタッフ
- 監督・脚本：松岡錠司
- 原作：望月峯太郎
- 製作：長谷川誠
- プロデューサー：梅川治男
- 企画：小澤俊晴
- 撮影：笠松則通
- 音楽：茂野雅道
- 挿入歌：宮原芽映「耳元でファルセット」
- 美術：小林正巳
- 編集：岸眞理
- 録音：菊地進平
- スクリプター：松原研二
- 助監督：当摩寿史
- 照明：渡辺孝一
- 水泳指導：東京イトマンスイミングスクール
- ボディスタント：ジャパンアクションクラブ
- カースタント：スーパードライバーズ
- 音響効果：福島音響（福島行朗、西岡正己、中山隆匡）
- タイトル：マリンポスト
- 編集：タバック
- MA：東京テレビセンター
- 現像：IMAGICA
- 製作協力：ティンダーボックス
- 協賛：テレビ東京

### 受賞
- 第5回高崎映画祭
  - 若手監督グランプリ：松岡錠司
  - ベストアイドル賞：高岡早紀
- 第15回報知映画賞 - 新人賞：松岡錠司
- 第64回キネマ旬報ベスト・テン - 新人男優賞：筒井道隆
- 第14回日本アカデミー賞新人俳優賞：筒井道隆[1]
- 第33回ブルーリボン賞 - 新人賞：松岡錠司
- 第12回ヨコハマ映画祭 - 新人監督賞︰松岡錠司